# Laoküla (Keila)
Laoküla – wieś w Estonii, w prowincji Harju, w gminie Keila.